# Лазучинський ландшафтний заказник
Лазу́чинський зака́зник — ландшафтний заказник місцевого значення в Україні. Розташований у межах Теофіпольської селищної громади Хмельницького району Хмельницької області, неподалік від села Великий Лазучин. 
Площа 55 га. Статус надано 1995 року. 
Статус надано з метою збереження природного комплексу в долині однієї з приток річки Полкви.